# Cultura del té en India

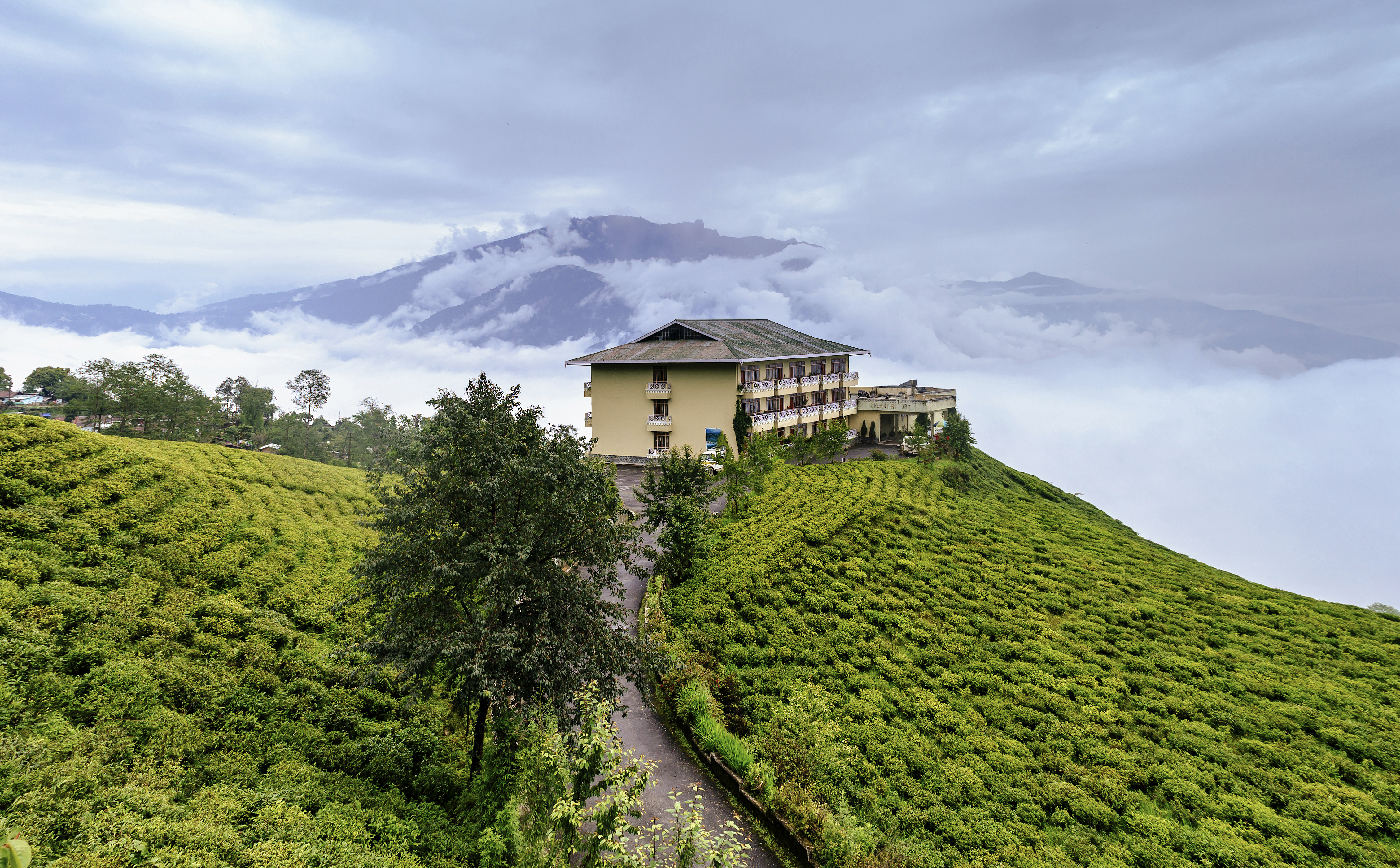
Cherry Resort dentro de Temi Tea Garden, Namchi, Sikkim.

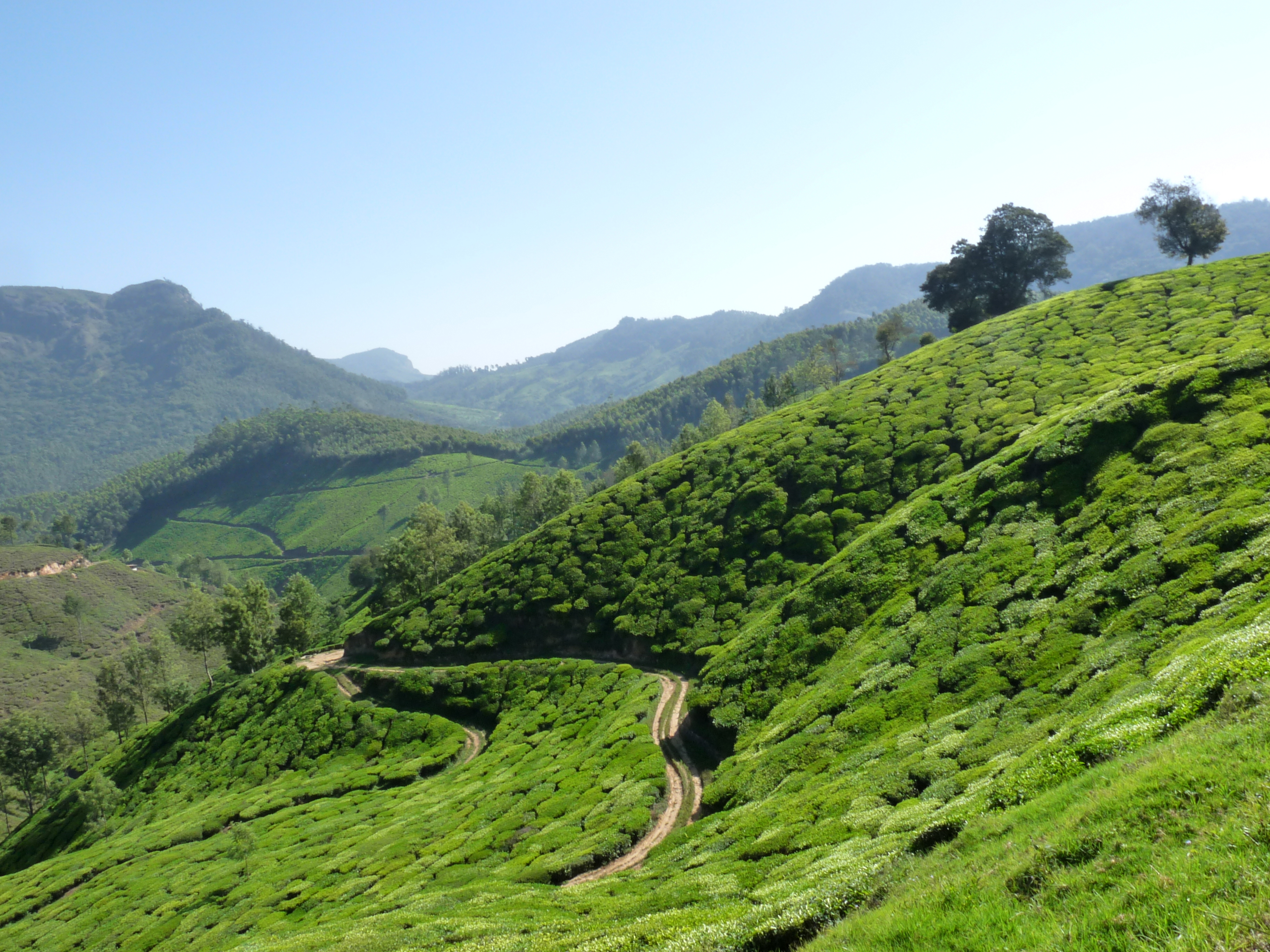
Plantación de té dentro del camino de Devikulam, Kerala.

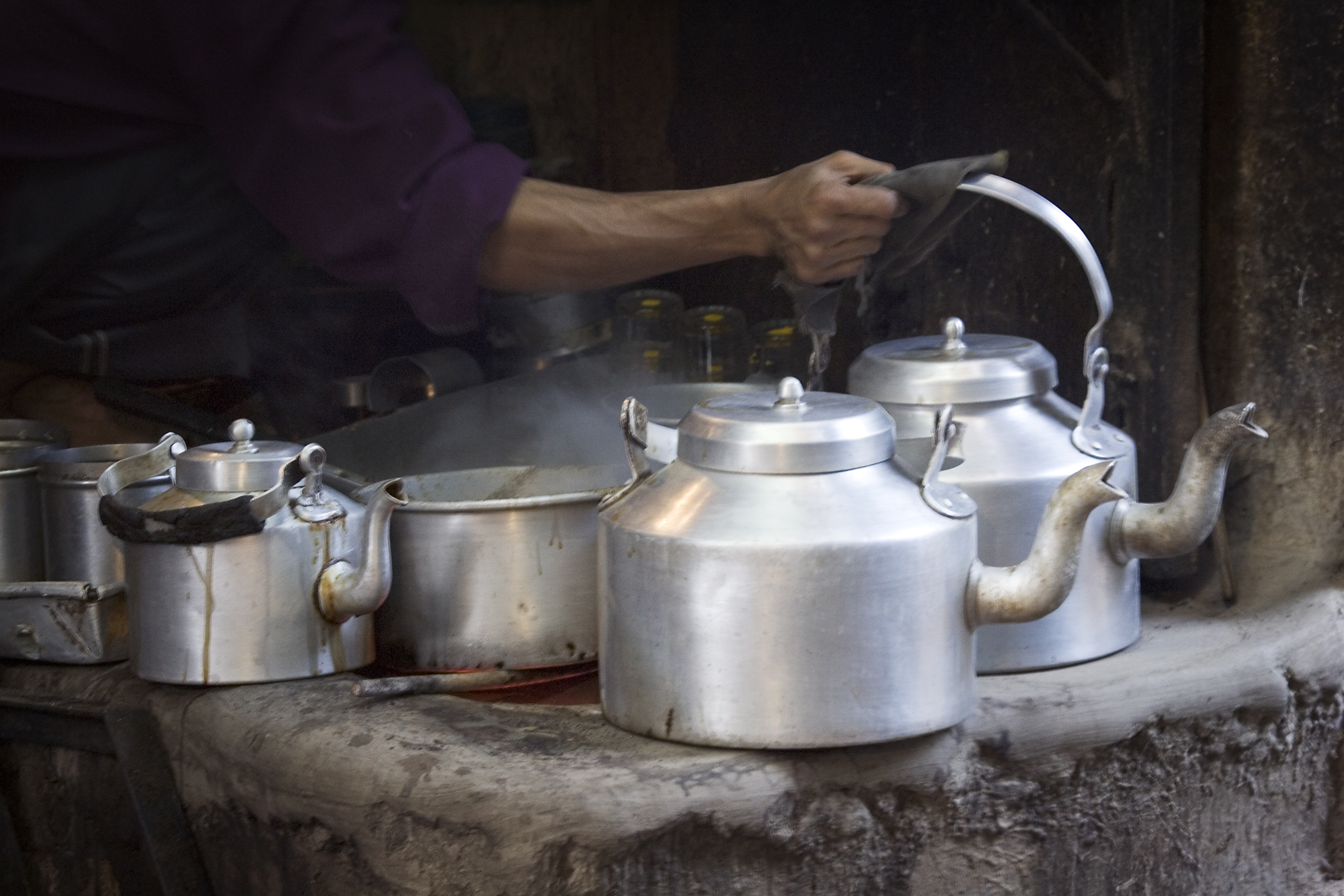
Masala chai de un vendedor en Varanasi, India.

La cultura del té en India, le presupone en ser el segundo mayor productor de té del mundo después de China, incluyendo el famoso té Assam y el té Darjeeling. En octubre de 2012, el estado de Assam declaró oficialmente el té como la bebida estatal. Después de esto, el antiguo vicepresidente de la Comisión de Planificación (renombrado como Niti Aayog), Montek Singh Ahluwalia tenía planes de reconocer oficialmente el té, como la «bebida nacional» en 2013. Según el informe de ASSOCHAM publicado en diciembre de 2011, la India, como el mayor consumidor de té del mundo, utiliza casi el 30 por ciento de la producción mundial. A pesar del consumo, India es también el mayor exportador de té después de China.
La práctica del Ayurveda ha resultado en una larga tradición de tisanas. Las cocinas tradicionales de la India han utilizado durante mucho tiempo los beneficios medicinales que ofrecen diversas plantas y especias como la albahaca sagrada (Tulsi), el cardamomo (Elaichi), la pimienta (Kali Mirch), el regaliz (Mulethi), la mentha (Pudina), etc., y tradicionalmente, los tés elaborados con estas hojas de plantas o especias se han utilizado durante siglos para enfermedades que van desde las más graves hasta las más insignificantes. El té también se mezcla con estas hierbas tradicionales. El sabor del chai (dulce y lácteo) ayuda a disimular los sabores más fuertes y amargos de algunos de los aditivos medicinales, mientras que otros sabores más agradables como el cardamomo, el clavo y el jengibre añaden un agradable sabor y aroma al té junto con beneficios para la salud.
El consumo de té en India se documentó claramente por primera vez en el Ramayana (750-500 a. C.). Durante los siguientes mil años, la documentación del té en la India se perdió en la historia. Los registros resurgen durante el siglo I, con historias de los monjes budistas Bodhidharma y Gan Lu, y su participación en el té. Las investigaciones demuestran que el té es autóctono de la India oriental y septentrional, y que fue cultivado y consumido allí durante miles de años. La producción comercial de té en la India no comenzó hasta la llegada de la Compañía Británica de las Indias Orientales, momento en el que grandes extensiones de tierra fueron convertidas para la producción masiva de té.
Hoy en día, India es uno de los mayores productores de té del mundo, con más del 70 % del té que se consume dentro de la propia India. Una serie de tés de renombre, como Assam y Darjeeling, también crecen exclusivamente en India. La industria india del té ha crecido hasta convertirse en propietaria de muchas marcas de té a nivel mundial, y ha evolucionado hasta ser una de las industrias de té más tecnológicamente equipadas del mundo. La producción de té, la certificación, la exportación y todas las demás facetas del comercio del té en India están controladas por la Junta del Té de la India.

## Antigua India
El cultivo del té en India tiene orígenes un tanto ambiguos. Aunque se desconoce el alcance de la popularidad del té en la antigua India, se sabe que la planta del té era una planta silvestre que, de hecho, fue elaborada por habitantes locales de diferentes regiones. Pero no hay documentación sustancial de la historia del consumo de té en el subcontinente indio para el período precolonial. Únicamente se puede especular que las hojas de té fueron ampliamente utilizadas en la antigua India, ya que la planta es nativa de algunas partes de la India. La tribu Singpho y la tribu Khamti, habitantes de las regiones donde crecían las plantas nativas Camellia sinensis, han estado consumiendo té desde el siglo XII. También es posible que el té haya sido usado bajo otro nombre. Frederick R. Dannaway, en el ensayo Tea As Soma, sostiene que el té fue quizás más conocido como soma en la mitología india. La planta del té es originaria de Asia oriental y el subcontinente indio, pero los orígenes y la historia del té no son precisos. Muchos de los mitos sobre el origen del té se encuentran en la mitología china, y los primeros registros verificables del consumo de té también apuntan hacia China.

## Exploraciones holandesas
La siguiente referencia registrada del té en India después del siglo XII se remonta a 1598, cuando un viajero holandés, Jan Huyghen van Linschoten, señaló en un libro que las hojas de la planta del té Assam eran utilizadas por los indios como una verdura, que se comían con ajo y aceite, y como bebida. El mismo año, otro grupo de exploradores holandeses grabó otra referencia al té en India.

## Primeras encuestas británicas
En un folleto de 1877 escrito por Samuel Baildon, y publicado por W. Newman y Co. de Calcuta, Baildon escribió: «....varios comerciantes de Calcuta discutían la posibilidad de que las semillas importadas de China prosperaran en Assam, cuando un nativo de la provincia presente, al ver un poco de té, dijo: "Tenemos la planta creciendo de forma silvestre en nuestras selvas"». Entonces se documenta que el noble de Assam, Maniram Dutta Barua, (también conocido como Maniram Dewan) mostró a los topógrafos británicos los campos existentes utilizados para el cultivo del té y las plantas silvestres de té que crecen en la selva de Assam.

## Compañía Británica de las Indias Orientales

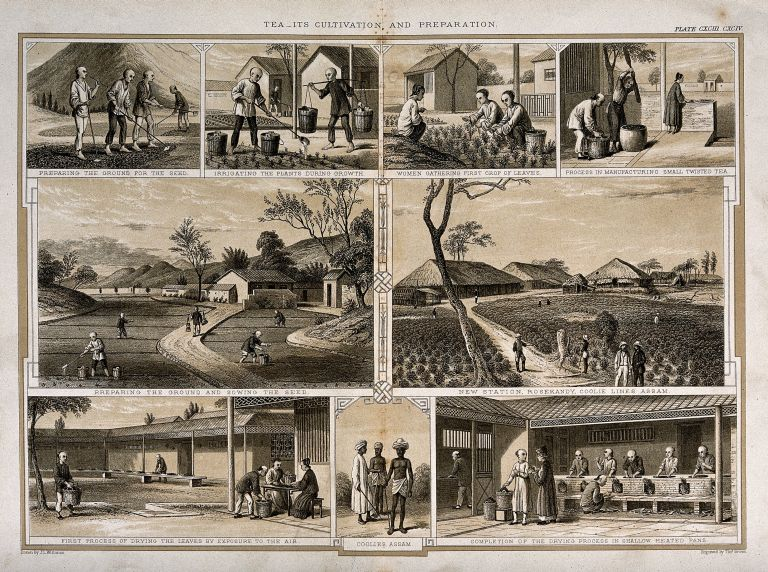
Una representación de 1850 del proceso de cultivo de té en Assam, India.

A principios de la década de 1820, la Compañía Británica de las Indias Orientales comenzó la producción de té a gran escala en Assam, India, de una variedad de té elaborada tradicionalmente por la tribu Singpho. A principios de 1826, la Compañía Británica tomó el control de la región de los reyes Ahom a través del Tratado de Yandaboo. En 1837, el primer cultivo de té inglés se estableció en Chabua, en el Alto Assam; en 1840, la Compañía de Té de Assam inició la producción comercial en la región, dirigida por la servidumbre de los habitantes locales. A partir de la década de 1850, la industria del té se expandió rápidamente, consumiendo grandes extensiones de tierra para las plantaciones de té. A principios del siglo XX, Assam se convirtió en la principal región productora de té del mundo, pero a pesar del descubrimiento de la planta autóctona Camellia sinensis, la industria del té en India comenzó con 42.000 plántulas germinadas a partir de una remesa de 80.000 semillas obtenidas de China, de las cuales 2000 se plantaron en los distritos montañosos del sur de la India y 20.000 en los distritos montañosos de Kumaon, en el norte de la India, y Upper Assam, en la frontera nororiental. Hoy en día, la cepa china produce té Darjeeling y la variedad autóctona Assamese produce el resto del té producido en la India.
Escribiendo en The Cambridge World History of Food (Kiple y Ornelas, 2000, pp. 715–716), Weisburger y Comer escriben: 

Sin embargo, el cultivo de té que comenzó en el siglo XIX por los británicos [India], se ha acelerado hasta el punto de que hoy India figura como el principal productor del mundo, sus 715 000 toneladas muy por delante de las 540 000 toneladas de China, y por supuesto, los tés de Assam, Ceilán (de la nación isleña conocida como Sri Lanka) y Darjeeling son mundialmente famosos. Sin embargo, debido a que los indios tienen un promedio de media taza diaria en base per cápita, el 70 por ciento de la inmensa cosecha de la India se consume localmente.

## Producción moderna de té en India
India fue el principal productor de té durante casi un siglo, pero recientemente China ha superado a India como el principal productor de té debido a la mayor disponibilidad de tierra. Las compañías indias de té han adquirido varias empresas icónicas de té extranjeras, incluidas las marcas británicas Tetley y Typhoo. Sin embargo, el consumo per cápita de té en la India sigue siendo modesto, de 750 gramos por persona al año, debido a la gran base de población y a los altos niveles de pobreza. De 19 500 millones de rupias en 2011 (equivalentes a 3 118 520 710 dólares de los Estados Unidos en 2018), se espera que el volumen de negocios total de la industria india del té sea de 33 000 millones de rupias en 2015 (equivalente a 5 037 654 640 dólares de los Estados Unidos en 2018), según el informe de ASSOCHAM de 2011. El mismo informe vincula al 90 por ciento de todos los hogares indios a los bebedores habituales de té. Las razones son: «El té es barato, asequible y adictivo». Sin embargo, el consumo anual de té per cápita en India fue de únicamente 0,52 kg por persona en 2009.
The Cambridge World History of Food (Kiple y Ornelas, 2000, pp. 715–716), escriben:

En general, aunque India es líder mundial en tecnología del té, los métodos empleados para cosechar el cultivo varían según el tipo de té y el terreno. El té de hoja fina se recoge a mano, y las tijeras manuales se utilizan en pendientes de montaña y en otras áreas donde las máquinas montadas en tractores no pueden funcionar. Un trabajador cualificado que utiliza tijeras de mano puede cosechar entre 60 y 100 kg de té al día, mientras que las máquinas cortan entre 1000 y 2000 kg. Estos últimos, sin embargo, se aplican generalmente a los tés de baja calidad que a menudo van en bolsitas de té. La «pelusa» del té y los residuos del procesamiento se utilizan para producir cafeína para refrescos y medicamentos.

## Variedades geográficas del té en India
Según la Junta del Té del Ministerio de Comercio e Industria del Gobierno de la India, las variedades de té que se encuentran en la India son Darjeeling, Assam, Nilgiri, Kangra, Munnar, Dooars-Terai, Masala Tea y Sikkim tea. La mayoría de los tés llevan el nombre de las regiones en las que se producen y también están protegidos por ley como Indicadores Geográficos.

### Té Darjeeling
El té "Darjeeling" se cultiva a una altitud de entre 600 y 2000 metros sobre el nivel del mar, con una precipitación media de más de 300 cm. Fueron plantados por primera vez en el siglo XIX y ahora tienen su propia marca única en el mundo.
Según la Junta del Té de la India, un consumidor debe comprobar el logotipo de Darjeeling y los números de certificación y licencia de la Junta del Té, de lo contrario puede que no esté tomando té Darjeeling auténtico. La Junta del Té afirma que el té Darjeeling se toma mejor en vajilla de porcelana sin azúcar, leche o té.

## Consumo de té en India

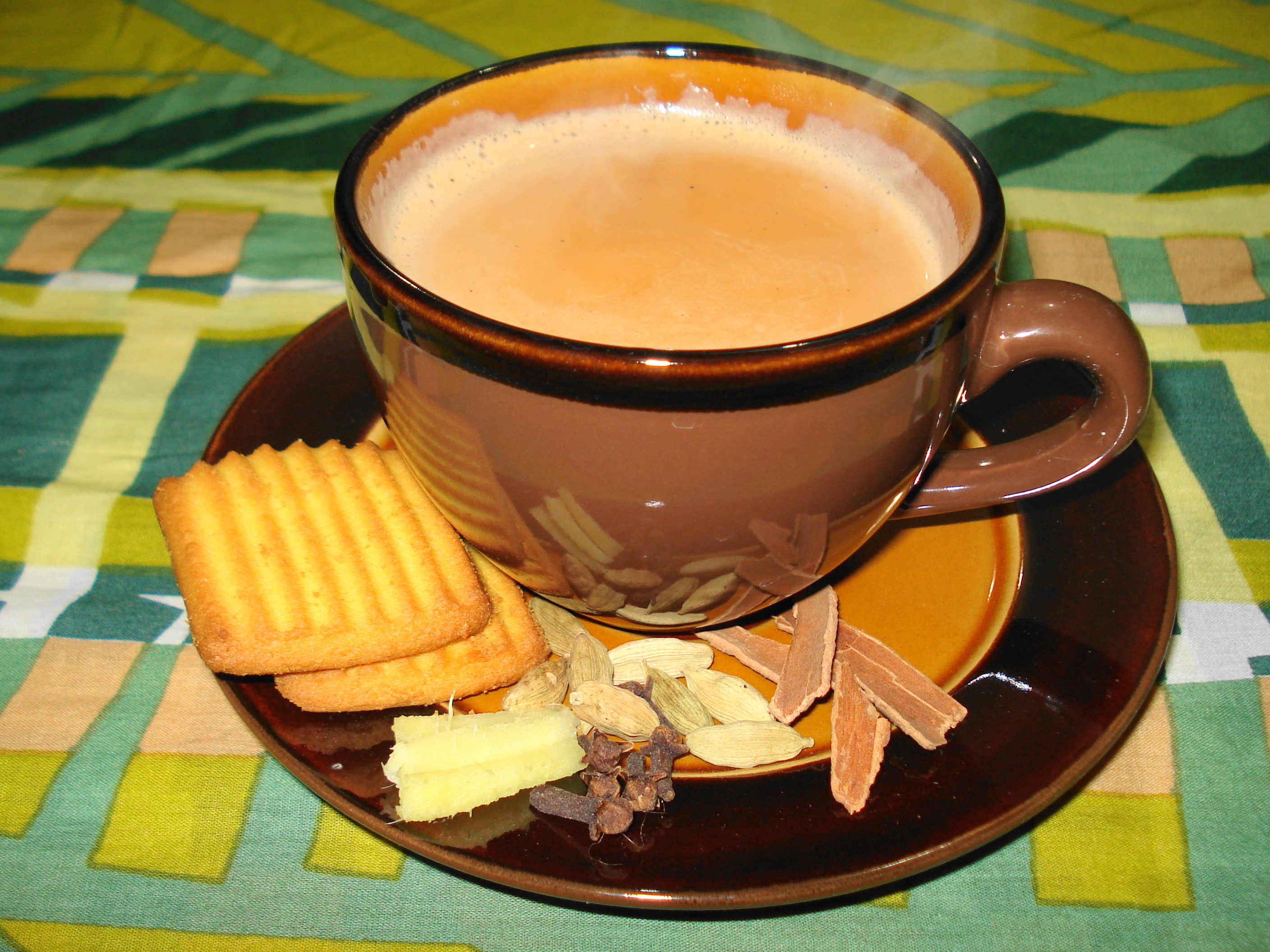
La forma más popular de la India de beber té, se sirve con galletas de té.
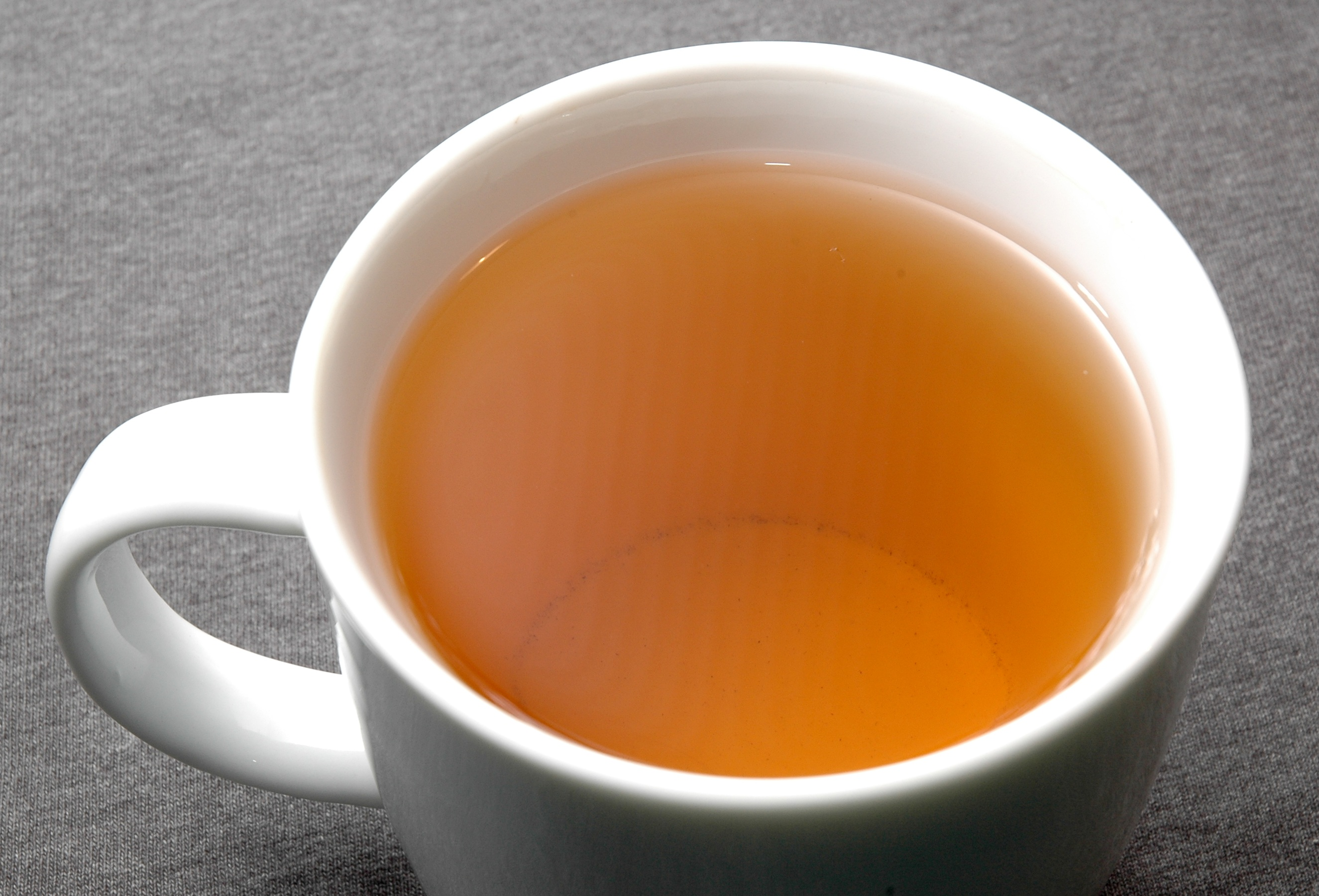
Una taza de té Darjeeling.
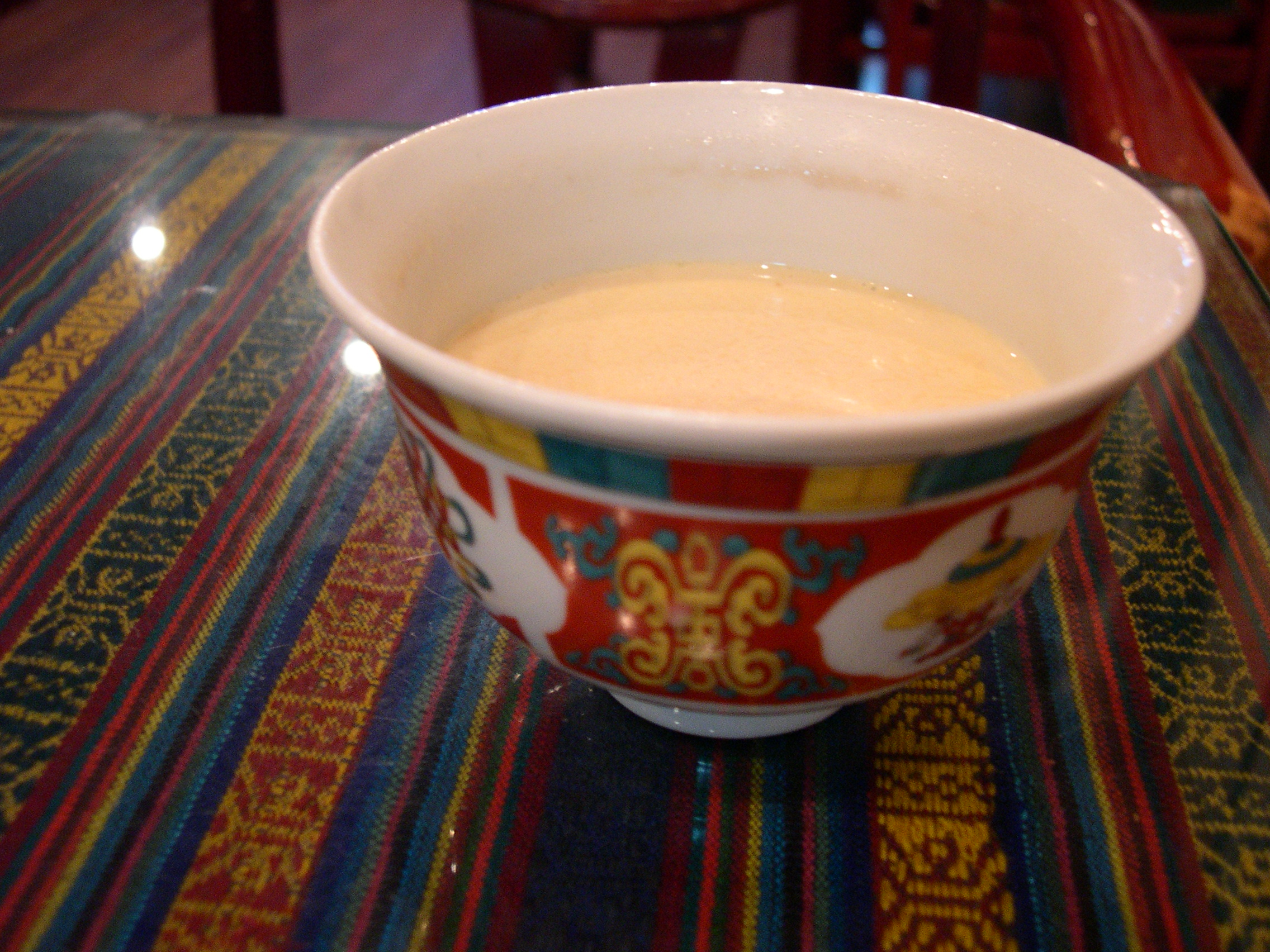
Té con mantequilla en un tazón; popular en las regiones del Himalaya de la India, particularmente en Ladakh, Sikkim y Arunachal Pradesh.

Según datos de la National Sample Survey Organisation, India consume 15 veces más té que café. El té se prepara tanto en casa como en el exterior. Fuera de casa, el té es más común y fácil de encontrar en los puestos de té que salpican casi todas las calles de la India. Después del éxito de las cadenas de café de Barista y Cafe Coffee Day, el puesto de té se ha convertido en parte del paisaje urbano con varias cadenas de café temáticas como Chaayos, Chai Point y Tea Trails que han echado raíces en las ciudades metropolitanas en los últimos años. El té es ahora una institución cultural, incluso celebrada como en la reciente exposición de arte titulada "Chai Wallah and other stories" por el artista Vijay Gille. Chai Wallah es el título hindú otorgado al hombre que dirige el puesto de té. En las elecciones generales de 2014 también se eligió a Narendra Modi, que de niño trabajaba en el puesto de té de su padre. La frase Chai-Pani, que significa literalmente té y agua, se utiliza para ofrecer bebidas de bienvenida a los huéspedes en las casas de la India.
Según la historiadora Lizzi Collingham, el gusto por el té se desarrolló en India a través de un impulso dedicado por parte de los productores de té una vez que la producción India cobró impulso. Inicialmente, se ofrecieron muestras gratuitas de té en carros tirados por caballos pertenecientes a varias empresas. Ya en 1907, Brooke Bond, una compañía inglesa de té comenzó a experimentar con una flota de camionetas tiradas por caballos para distribuir té. La tradición británica de tomar té con un poco de leche y azúcar fue introducida junto con las muestras.
A diferencia de la taza de té británica, el té en India no se sirve en un juego en el que las hojas se remojan por separado. Típicamente, el té en India se consume tanto con leche como con azúcar, pero las hojas de té no se preparan por separado. En su lugar, las hojas de té se hierven junto con las adiciones y luego se hierven de nuevo después de la adición de leche y azúcar. A veces las propias hojas de té se utilizan como aromatizantes. En muchas partes del país, el té más especial es aquel en el que las hojas de té se hierven únicamente en leche.
Hay muchas otras variaciones populares que dependen de las afiliaciones regionales y culturales. En general, los bebedores de té en India beben té con leche. Las variedades de té más populares en Assam son Sah, Ronga Sah (té rojo sin leche) y Gakhir Sah (té de leche). En Bengala Occidental y Bangladés se llama Cha. En la India septentrional de habla hindú, las variedades de té más populares son Masala Chai, Kadak Chai (típicamente una característica de la comunidad montañosa del norte de la India, se trata de un té muy fuerte, casi hasta el punto de la amargura), Malai Mar Ke Chai (en el que una generosa cantidad de nata entera se vierte en una cucharada en la taza de té) son algunas de las variantes más populares.

## Galería

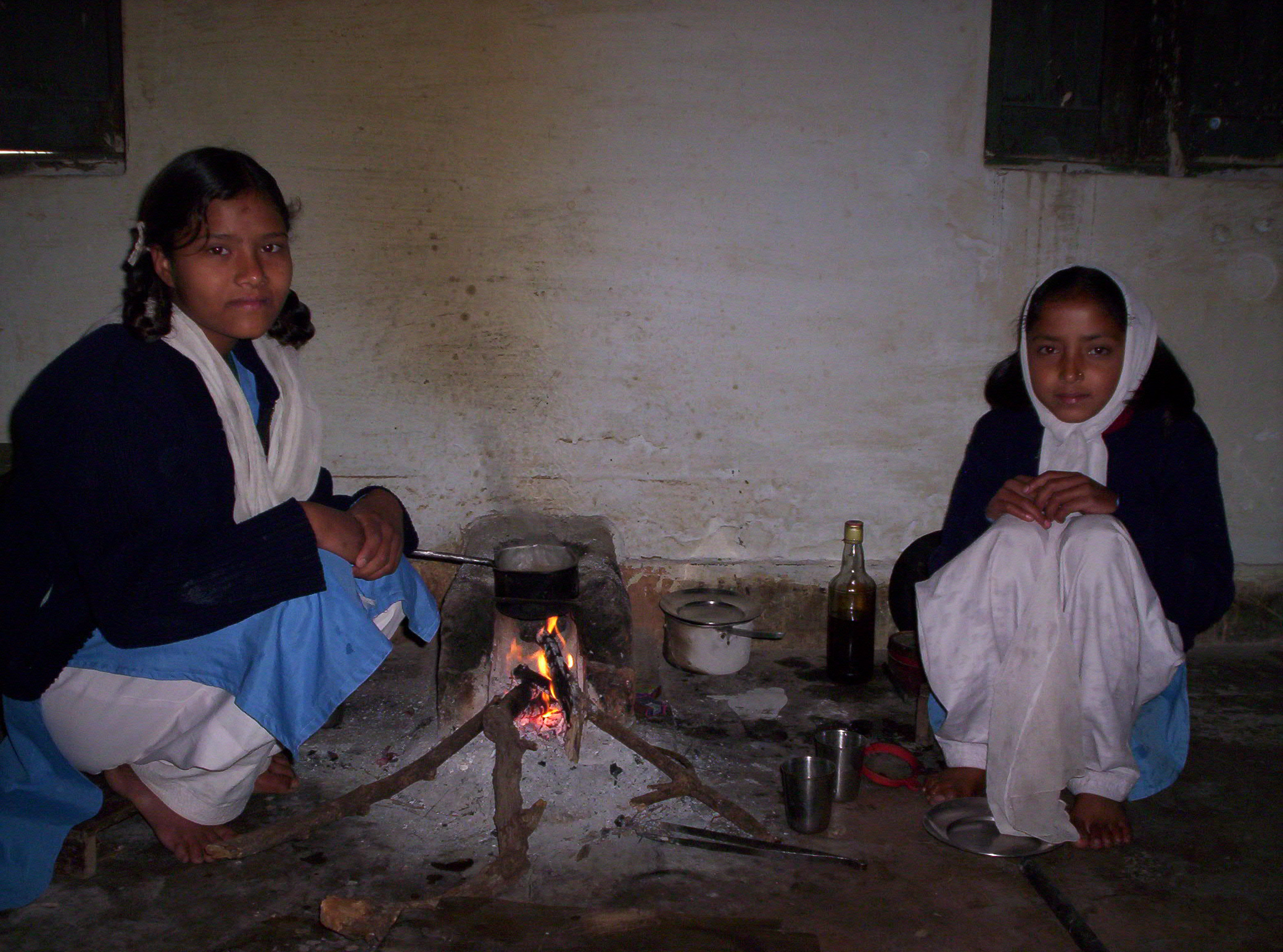
Colegialas indias con sus uniformes preparando té sobre fuego abierto.
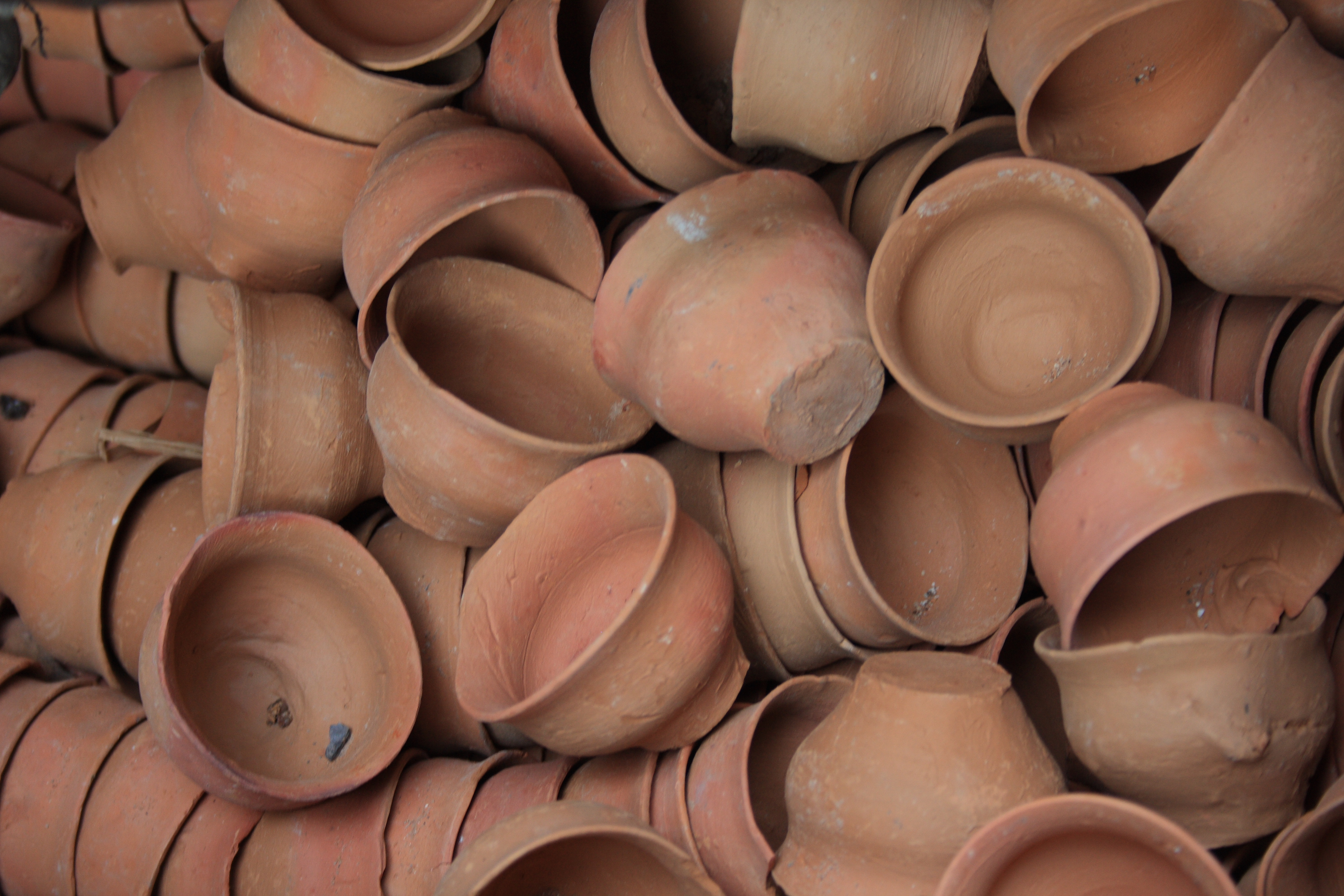
Algunos vendedores utilizan tazas de té de arcilla roja de la India, sin esmaltar.
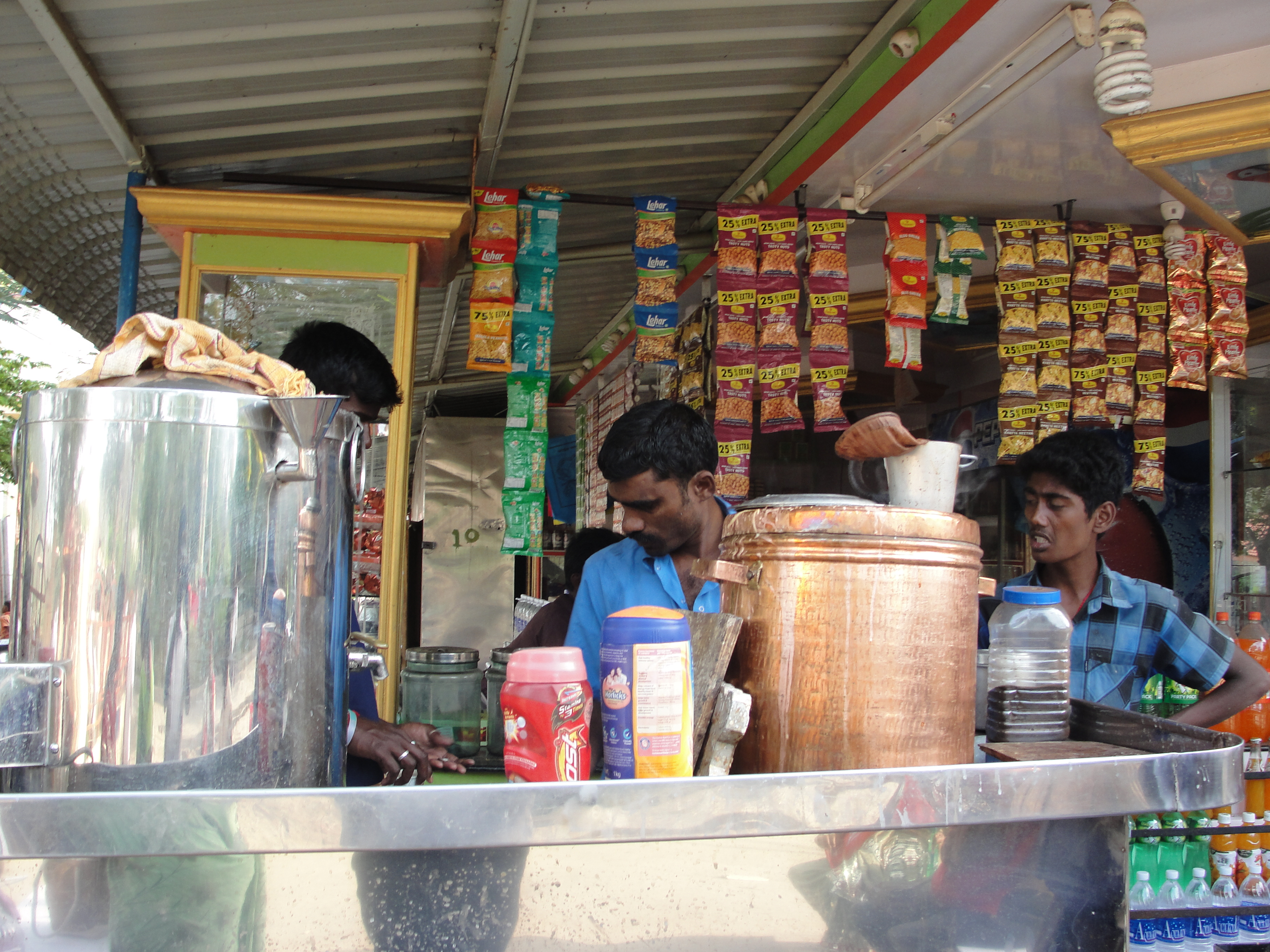
Un puesto de té en Hokenakal, distrito de Dharmapuri, Tamil Nadu.
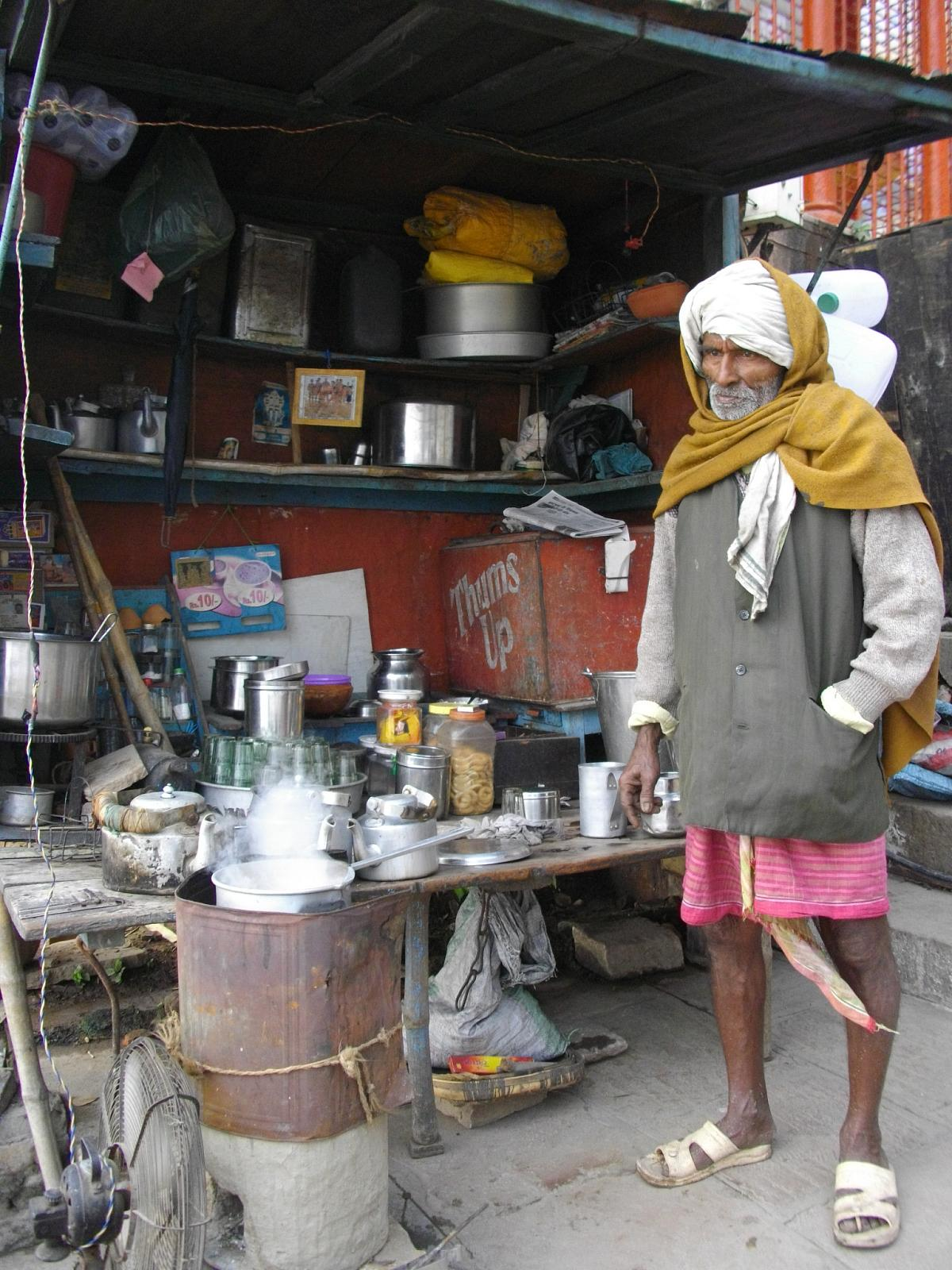
Un «chaiwala», en un puesto en Varanasi, una olla de chai está en la estufa y una bandeja de vasos limpios es visible en la mesa al fondo.